# Ahmed Osman (essayiste)
Pour les articles homonymes, voir Ahmed Osman et Osman.
Ahmed Osman est un égyptologue et essayiste égyptien né en 1934.

## Biographie
Ses publications concernent principalement le thème de l'Égypte antique.

## Thèses
Une de ses thèses les plus connues affirme que le pharaon Akhenaton et Moïse ne seraient qu'une seule et même personne.

## Publications
- Stranger in the Valley of the Kings: Solving the Mystery of an Ancient Egyptian Mummy (1987)
  - autre édition : Stranger in the Valley of the Kings: The Identification of Yuya as the Patriarch Joseph (1988)
  - autre édition : Hebrew Pharaohs of Egypt: The Secret Lineage of the Patriarch Joseph (2003)
- Moses: Pharaoh of Egypt: The Mystery of Akhenaten Resolved (1990)
  - autre édition : Moses and Akhenaten: The Secret History of Egypt at the Time of the Exodus (2002)
- The House of the Messiah: Controversial Revelations on the Historical Jesus (1992)
  - autre édition : The House of the Messiah: A Brilliant New Solution to the Enduring Mystery of the Historical Jesus (1994)
  - autre édition : Jesus in the House of the Pharaohs: The Essene Revelations on the Historical Jesus (2004)
- Out of Egypt: The Roots of Christianity Revealed (1999)
- Out of Egypt: Embracing the Roots of Western Theology (2001-2002)
- Christianity: An Ancient Egyptian Religion (2005)